# الرقابة الاجتماعية غير الرسمية
الرقابة الاجتماعية غير الرسمية ، هي ردة فعل الأفراد والمجموعات المتماشية مع المعايير والقوانين ، وتشمل ضغط الأشخاص والمجتمع تجاه غيرهم لمحاولة تغيير شيء ما فيهم أو في أفعالهم وتصرفاتهم، ومن أمثلة الرقابة غير الرسمية تدخل المارة في الجريمة في حال وقوعها مثل (تدخل المارة لمنع أحد الأفراد من رمي القمامة على الطريق) ، والأعمال الجماعية مثل مجموعات دوريات للأحياء السكنية يديرها المواطنين أنفسهم. 
من الممكن أن يمارس موظفي النظام الجنائي مزيدًا من السيطرة عندما تكون الرقابة الاجتماعية غير الرسمية أضعف (بلاك، 1976). إن الأفراد الذين يعرفون بعضهم البعض يتحكمون بشكل «غير رسمي» في بعضهم بطرق خفية بلا شعور منهم أو نية.

## معنى الرقابة غير الرسمية بالمجتمع

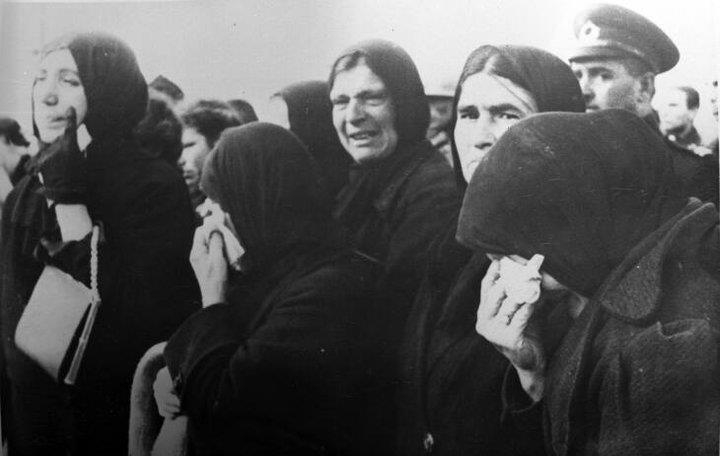
نساء يبكين في جنازة

مثال : يميل الناس في الجنازات إلى إرغام أنفسهم ليظهروا بمنظر الحزن على المتوفي، حتى لو لم يعرفوا الشخص الذي توفي. هذا مثال على موقف اجتماعي يتحكم في عواطف الفرد.
عادة ما تنطوي الرقابة غير الرسمية على فرد يستوعب معايير وقيم معينة. هذه العملية تسمى التنشئة الاجتماعية. القيم الاجتماعية الموجودة في الأفراد هي نتاج لرقابة المجتمع، ويمارسها المجتمع بشكل ضمني من خلال عادات ومعايير وأعراف معينة. ليستوعب الأفراد قيم مجتمعهم عبرها، سواء أكانوا واعين أم لا من هذا التلقين.
يلجأ المجتمع مع الفرد الغير منضبط لتلك القيم المجتمعية لتطبيق عقوبة
العقوبة: هي إجراء قسري يهدف إلى ضمان الامتثال ؛ خاصة تلك التي اعتمدتها عدة دول، أو من قبل هيئة دولية
قد تشمل العقوبات غير الرسمية على أحد الأفراد : العار، والسخرية، والنقد، والاستنكار، مما قد يتسبب في امتثال الفرد للمعايير الاجتماعية للمجتمع. في الحالات القصوى، قد تشمل العقوبات التمييز الاجتماعي والإقصاء والعنف. من الممكن أن يكون للرقابة الاجتماعية غير الرسمية تأثير أكبر على الفرد من الرقابة الرسمية (الدولة، القانون). وعندما يستوعب الفرد تلك القيم الاجتماعية، فإنها تصبح جانبًا من جوانب شخصيته.
تم تصوير مثال للعقوبة السلبية في فيلم "About a Boy" ، في هذا الفيلم، يتردد صبي صغير في القفز من منصة وثب عالية الارتفاع بسبب خوفه، وعلى الرغم من أنه يقفز في النهاية، فإن قراره قد حكمه خوفه من العار، وليس رغبته الداخلية في القفز.